# Josep Maria Jordan i Poyatos
Josep Maria Jordan i Poyatos (Barcelona, 17 de maig de 1884 - 1 gener de 1958) fou un arquitecte català i cap dels Bombers de Barcelona (1931 - 1954).

## Biografia
Ingressà a l'Ajuntament de Barcelona com a arquitecte municipal el 1913. El 1932, amb la instauració de la dictadura de Primo de Rivera, va ser destituït del càrrec de cap de personal del Cos de Bombers de Barcelona, juntament amb Andreu Audet i Puig, cap del Servei, i altres caps. El 1931, amb la proclamació de la República, va ser nomenat cap del Servei, en substitució de l'anterior cap, Emilio Gutiérrez Díaz, que va ser expedientat.
El 1932 redactà un nou reglament de Cos de bombers, on s'establia l'horari de 8 hores, i on s'homogeneïtzaven les jerarquies: el capatàs de 1a passa a ser brigada i el capatàs de 2a és senzillament capatàs, es manté el bomber preferent però desapareixen els bombers i xofers de 2a per ser simplement els bombers i xofers.
Jordan no va ser afectat per les depuracions de comandaments i personal que van efectuar primer la Generalitat i el Comitè sindical el 1936, a l'inici de la Guerra Civil espanyola, ni per la repressió del règim dictatorial del 1939.
Es va jubilar el 17 de maig de 1954, als 70 anys, succeint-lo el fins aleshores sotscap Josep Sabadell i Mercadé. Morí l'1 de gener de 1958 després d'una llarga malaltia.

## Obra
- Teneria Moderna Franco-Española, al carrer de la Indústria,1, de Mollet del Vallès (1914-1919).[3]
- Casa Josep Pons, al carrer del Consell de Cent, 223, de Barcelona (1916).[4]
- Casa Juan Rius, al carrer de la Marina, 241, de Barcelona (1919).[5]